# Oestromyia prodigiosa
Oestromyia prodigiosa är en tvåvingeart som beskrevs av Grunin 1949. Oestromyia prodigiosa ingår i släktet Oestromyia och familjen styngflugor. Inga underarter finns listade i Catalogue of Life.